# Lokomotiva 131
Lokomotiva řady 131 je dvojdílná lokomotiva na stejnosměrný proud určená pro těžkou nákladní dopravu na sklonově náročných tratích mezi slezsko-moravsko-slovenským pomezím a východním Slovenskem. Byla vyrobena plzeňskou firmou Škoda (typ Škoda 58E) v letech 1980–1982 v počtu 50 dvojic.

## Vznik
Po dokončení elektrifikace celé trati Žilina – Košice vyvstal problém v podobě nedostatku elektrických lokomotiv pro zajištění veškerého provozu. Pro vedení těžkých nákladních vlaků bylo nutné nasazovat až tři lokomotivy (obvykle řad 121 či 140, později i 183) a spotřeba lokomotiv tak byla značná. Řešením této situace se stal projekt výkonné dvojdílné nákladní lokomotivy, schopné dopravovat vlaky o hmotnosti i přes 2000 tun přes Štrbskou rampu (a na dalších tratích s podobnými sklonovými poměry). Plán počítal s výrobou celkem 100 dílů, tedy 50 dvojdílných lokomotiv. Zadání řešil osvědčený výrobce, představovaný Škodou Plzeň. Celá série byla vyrobena prakticky v jednom kuse bez prototypu, první stroj byl dokončen roku 1980, konečný počet byl završen o dva roky později.

## Konstrukce

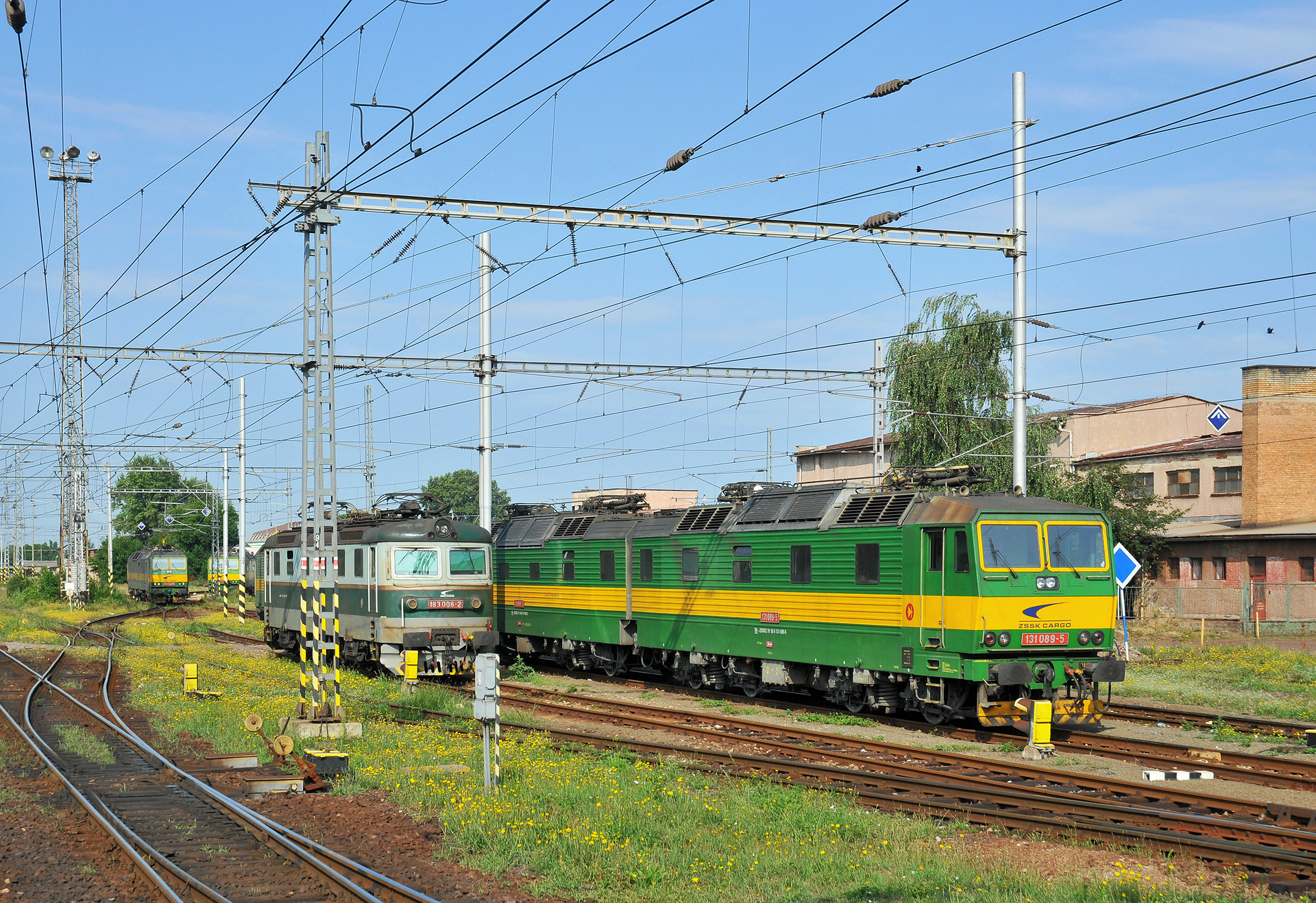
Lokomotivy řady 131 jsou v depu Čierna nad Tisou každodenními hosty

Lokomotivu tvoří dva shodné díly, spojené běžným spřahovacím ústrojím zadní částí k sobě, každý díl má své vlastní číslo jako samostatná lokomotiva. Přestože jsou jednotlivé díly schopné vlastního pohybu, v praxi jezdí lokomotivy výhradně jako dvojdílné. Jde o stroj klasického skříňového typu, samostatný díl má pouze jedno stanoviště strojvedoucího, na druhém konci rámu se nachází dveře s návalky pro přechod do druhé lokomotivy. Střední část je tvořena strojovnou s rozjezdovými odpory, hlavním kontrolérem a chladicím okruhem. Pojezd tvoří vždy dva dvounápravové podvozky, v nichž jsou uloženy stejnosměrné sériové elektromotory (pro každou nápravu jeden).
Design lokomotivní skříně je podobný s lokomotivní skříní strojů řady 363, které byly vyvíjeny ve stejné době. Na rozdíl od nich ale mají na bočnicích každého dílu čtyři okna. Také se výrazně liší v elektrické výzbroji – pro urychlení vývoje a zjednodušení byla použita starší odporová regulace výkonu (z větší části převzatá z řady 130). Elektřina je odebírána pomocí dvou (resp. čtyř) polopantografů na střechách.
V rámci prováděných modernizací lokomotivy získaly elektronický řídící systém MIREL (vyvíjený přímo v RD Spišská Nová Ves) a některé stroje také klimatizaci stanovišť. Od vyrobení jsou tradičně lakovány do zeleného schématu se žlutým (dříve na několika strojích krémovým) výstražným pruhem, pouze doplněným logy majitele.

## Provoz

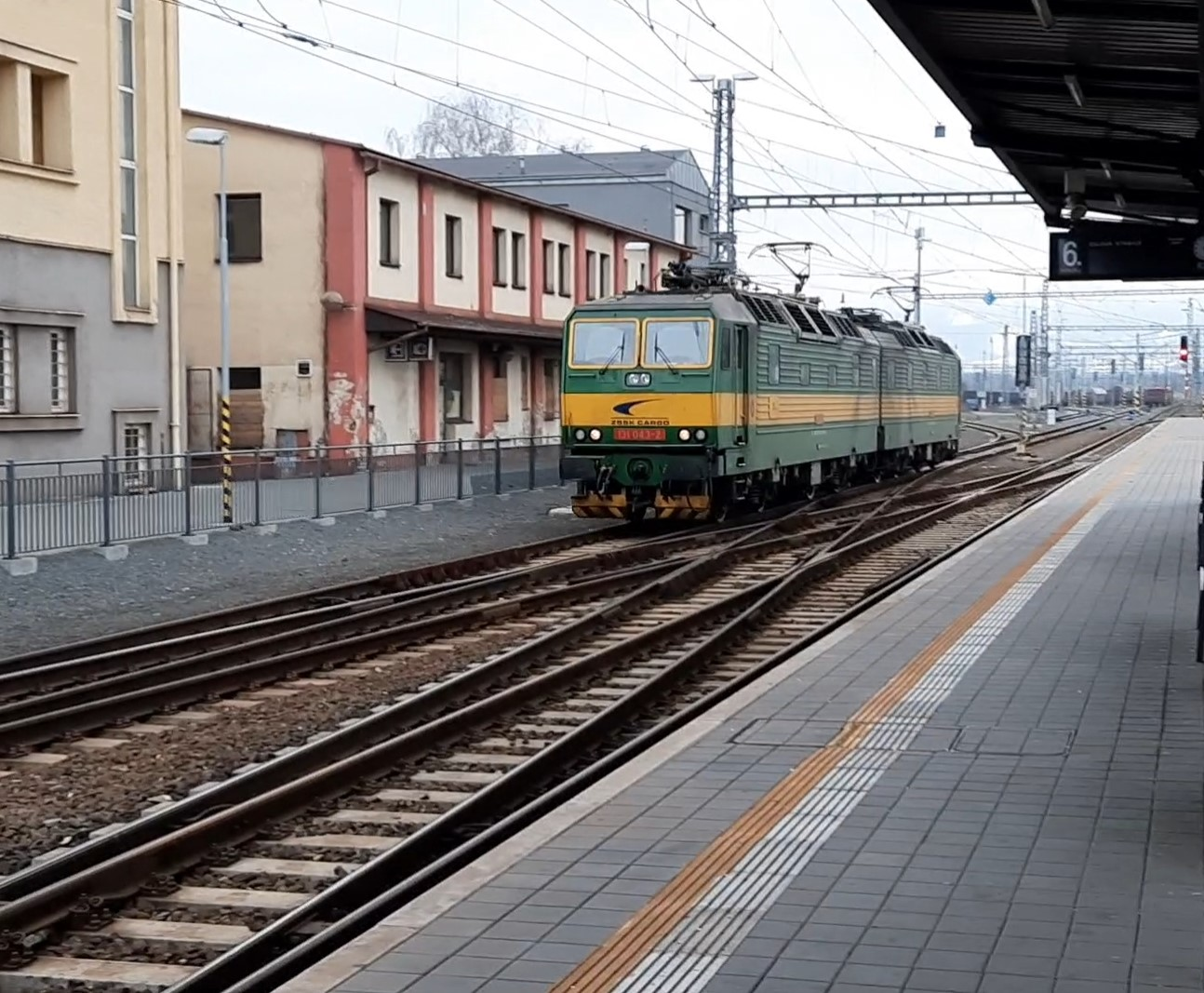
Lokomotiva 131 ve stanici Český Těšín, únor 2020

Všechny lokomotivy byly z výroby dodány do depa ve Spišské Nové Vsi, kde jsou dislokovány dodnes,[kdy?] po oddělení nákladní divize jsou majetkem dopravce Železničná spoločnosť Cargo Slovakia. Od počátku zajišťují nákladní dopravu na „Trati družby“ ze Žiliny přes Košice do Čierné nad Tisou. Jedním z jejich důležitých výkonů je doprava vlaků se železnou rudou z Ukrajiny (jež je ze širokorozchodných vozů přeložena na překladišti v Čierné) pro ostravské a třinecké železárny. S nimi jezdí až do cílových stanic na české území. Do stoupání (především v úsecích Kuzmice – Ruskov, Margecany – Štrba a Čadca – Třinec) jsou k vlakům připojovány postrkové lokomotivy řady 183. Do rozpadu Československa dopravovaly vzácně vlaky až do Hranic či Olomouce, toto je však již minulostí. Dnes[kdy?] je až na výjimky jejich konečnou stanicí z tohoto směru Ostrava, případně Bohumín. Kromě této hlavní trati zajížděly do České republiky do roku 2015 i přes hraniční přechod Horní Lideč/Púchov, po změně napájecího systému v Púchově jsou však tyto dříve všední jízdy až do Valašského Meziříčí minulostí. Na Slovensku se vyskytují také na zbylých tratích elektrifikovaných stejnosměrnou soustavou, jimiž jsou tratě Košice – Plaveč, Čadca – Skalité a Slivník – Trebišov – Maťovce.
V lednu 2009 lokomotivy této řady získaly schválení pro provoz v Polsku a od 30. ledna 2009 začaly být provozovány na trase Plaveč/Muszyna – Kraków Prokocim, na polském území ve službách dopravce PKP Cargo.